# Nové Město (Prague)
Pour les articles homonymes, voir Nové Město.
Nové Město (« nouvelle ville » en tchèque) est un quartier pragois fondé par Charles IV du Saint-Empire le 8 avril 1348. 

## Origines légendaires
Selon la légende, alors qu'il contemplait Prague avec sa cour et se réjouissait de sa beauté, un astrologue lui annonça que Mala Strana serait victime d'un incendie et que Staré Město serait inondé. D'abord abasourdi, Charles IV du Saint-Empire déclara que Prague continuerait à exister et il décida alors de la construction d'une nouvelle ville (Nové Město), là où s'étendaient alors des villages comme Rybnik.

## Histoire de Nové Město
La conception de l'édification de ce quartier prenait en compte trois emplacements centraux :
- Le marché au bétail (l'actuelle place Charles)
- Le marché aux chevaux (l'actuelle place Venceslas)
- Le marché au foin (l'actuelle place Senovazne)

Nové Město est le fruit d'une conception urbanistique médiévale réfléchie, avec des axes principaux et des grands marchés, devenus les places Charles, Venceslas et Senovazne.
Le 12 février 1784, Nové Město devient une partie de la capitale royale de Prague (Královské hlavní město Praha) avec Staré Město, Hradčany et Mala Strana.

## Les places de Nové Město

### La place Charles ou Karlovo náměstí
Le marché au bétail occupait le plus grand emplacement de la nouvelle ville. Dès l'époque de Charles IV, on mit en chantier l'hôtel de ville du nouveau quartier. C'est ici qu'a eu lieu la première défenestration de Prague en 1419.
Karlovo náměstí est la plus grande place de Tchéquie avec une superficie de 80 550 m2. 
C'est en 1848 que cette place prend le nom de Karlovo náměstí. Elle appartient administrativement à l'arrondissement de Prague 2.
Plusieurs bâtiments historiques bordent cette place, comme l'église Saint-Ignace, l'hôtel de ville, la maison de Faust (située dans le palais Mladotovský selon une légende pragoise), ou le palais Charitas. En outre le cloître d’Emmaüs ne se trouve pas loin.

### LaPlace Venceslasou Václavské náměstí
Le marché aux chevaux était le deuxième centre de la nouvelle ville. Il constituait une jonction entre la vieille ville et la nouvelle ville. La partie haute était close par la porte aux chevaux où se tenait le marché. Au fil du temps, c'est sur cette place que les Tchèques ont accueilli les grands moments de leur histoire.

### Senovážné náměstí
La troisième place de la nouvelle ville est sans doute la moins connue. Son centre est occupé par la tour Henri (Jindřišská věž). À proximité se trouve la synagogue jubilaire de style mauresque.

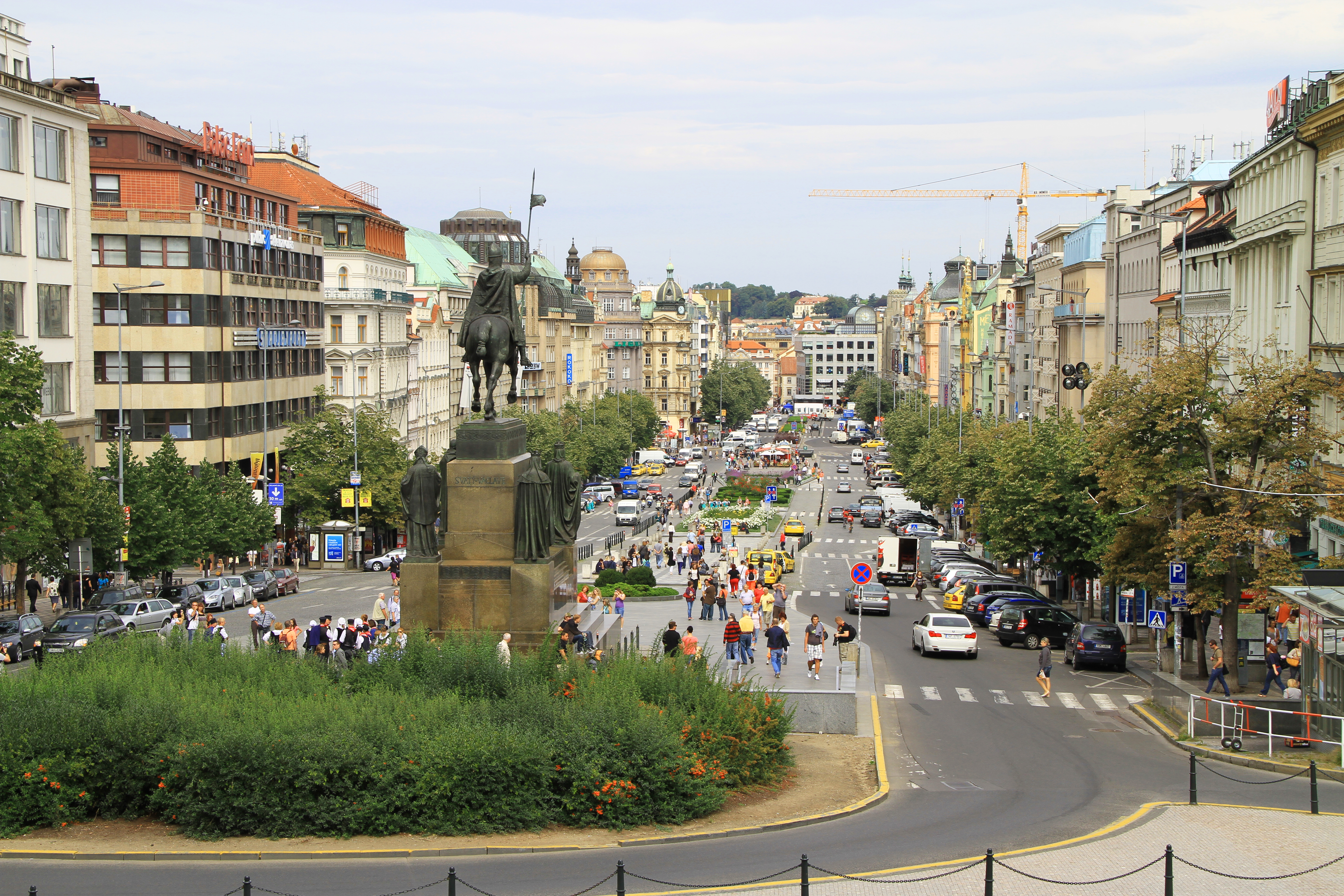
La place Venceslas.
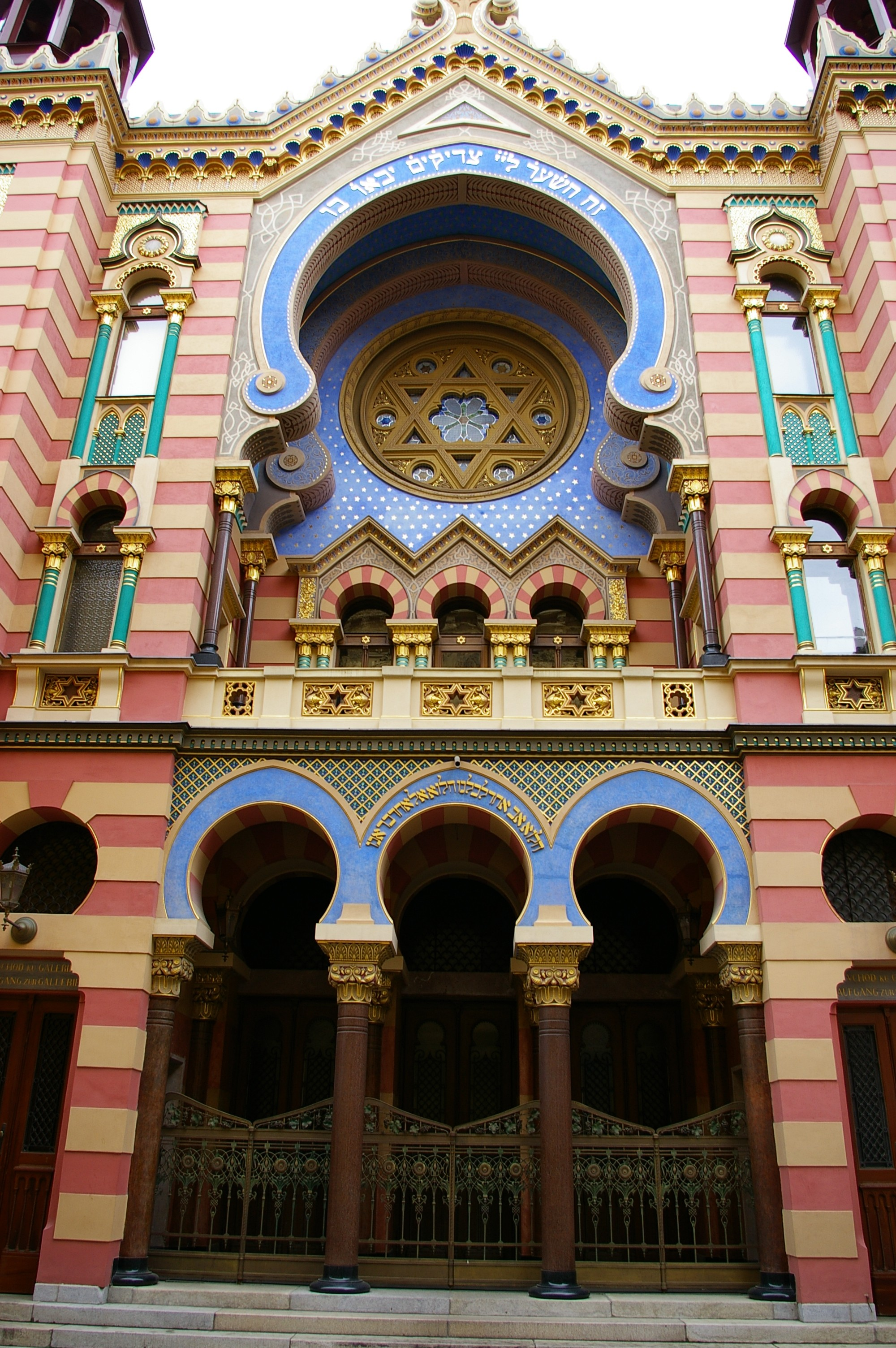
La synagogue jubilaire.
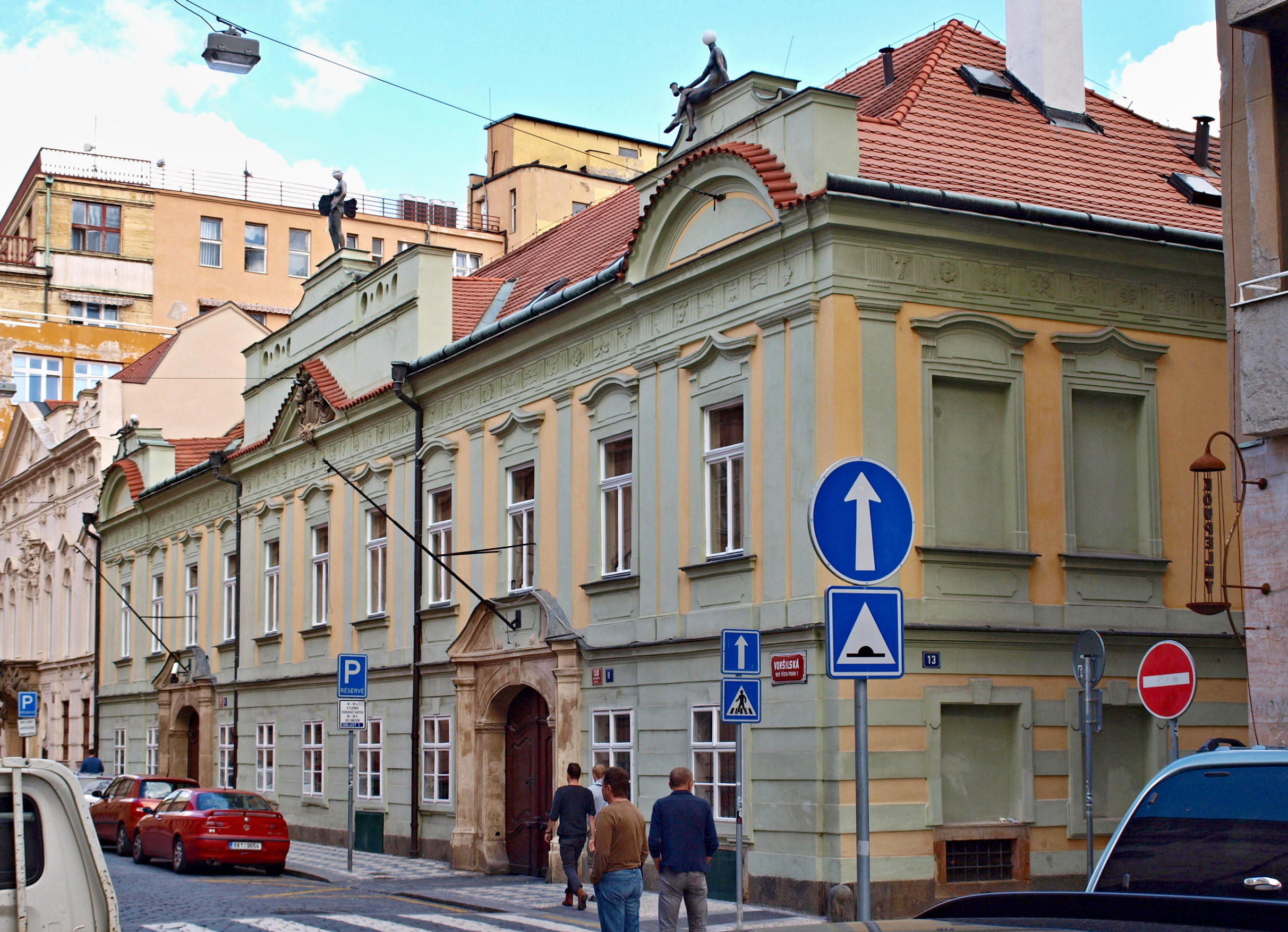
Le palais Deym.
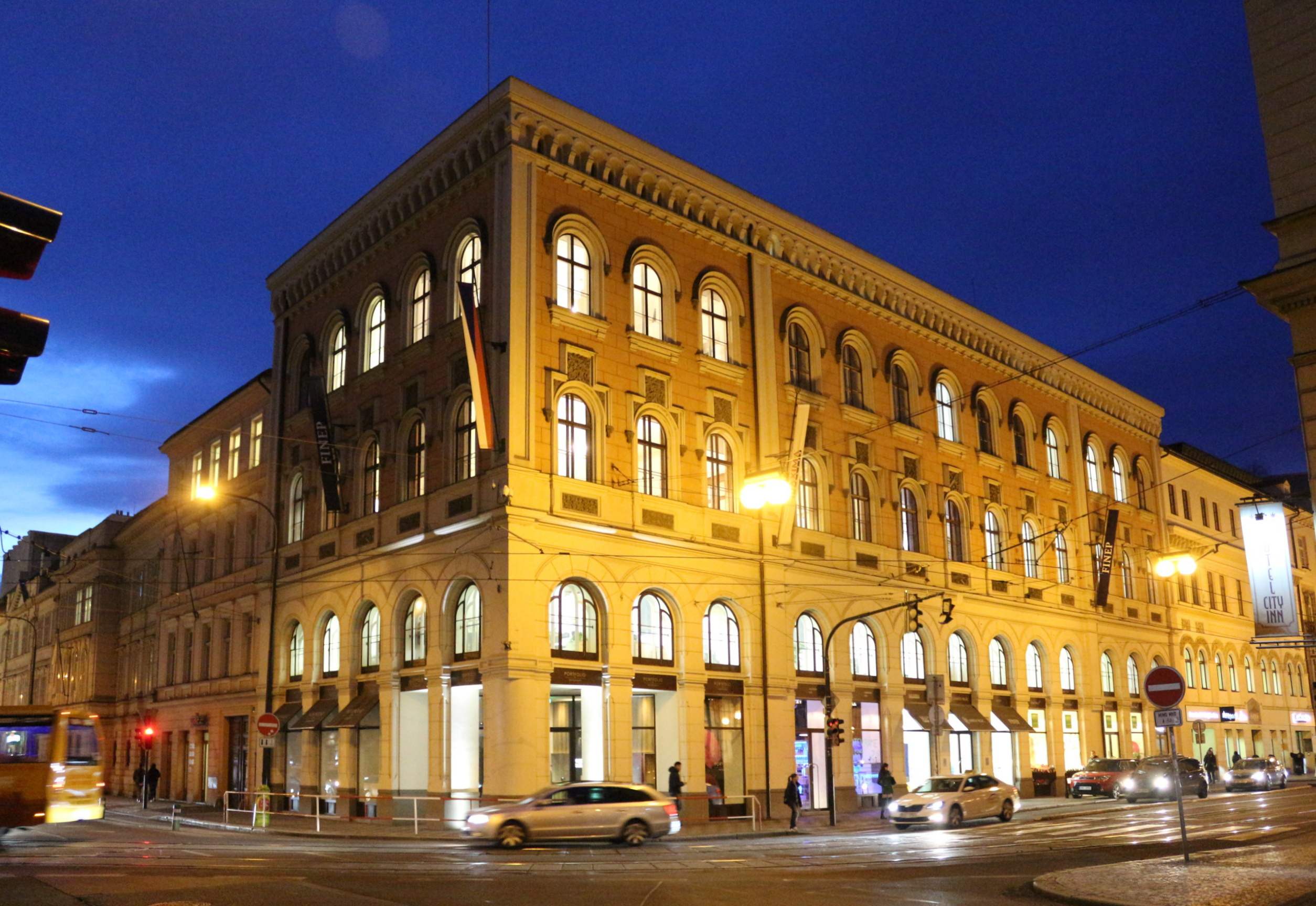
Le palais Lanna.
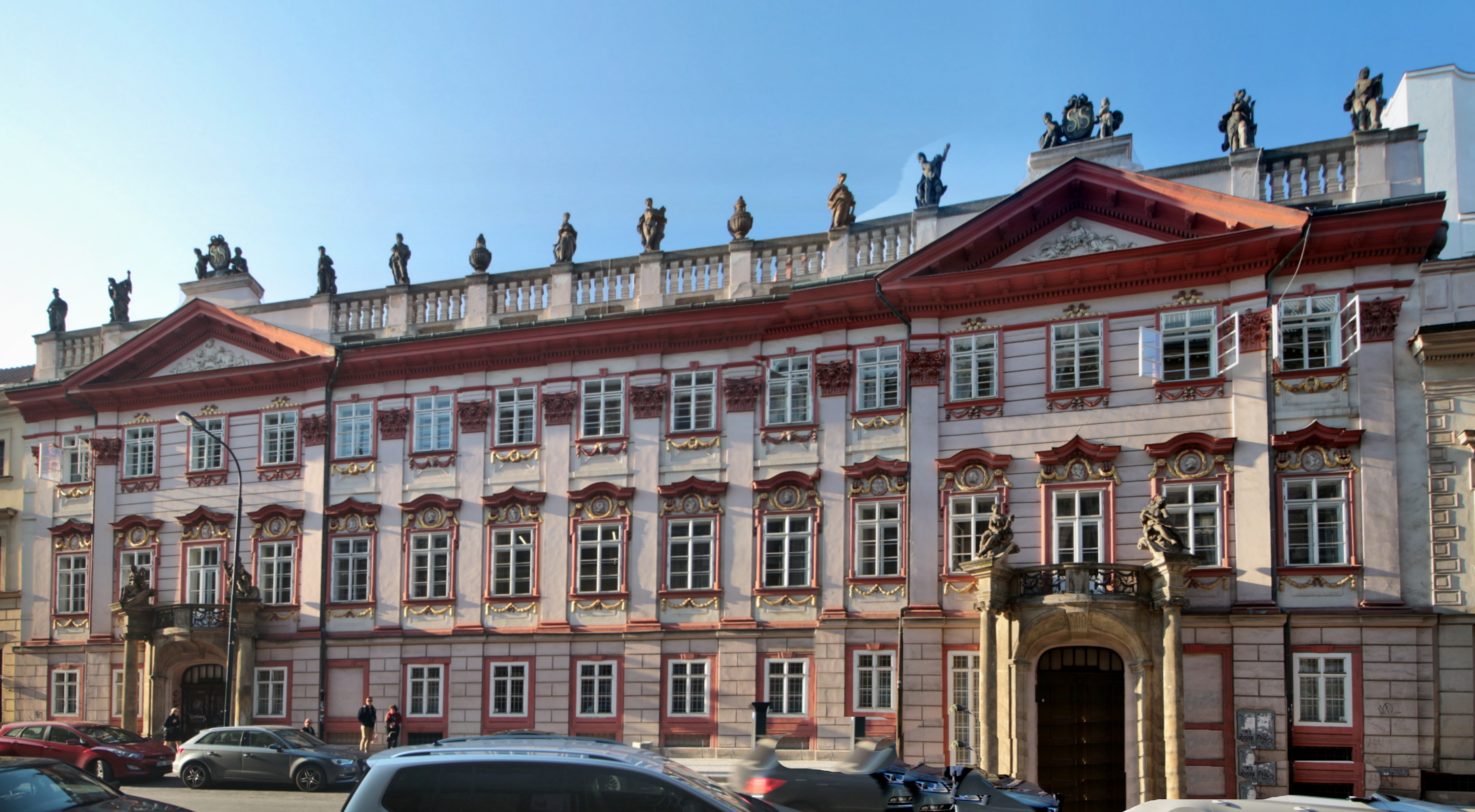
Le palais Sweerts-Sporck.
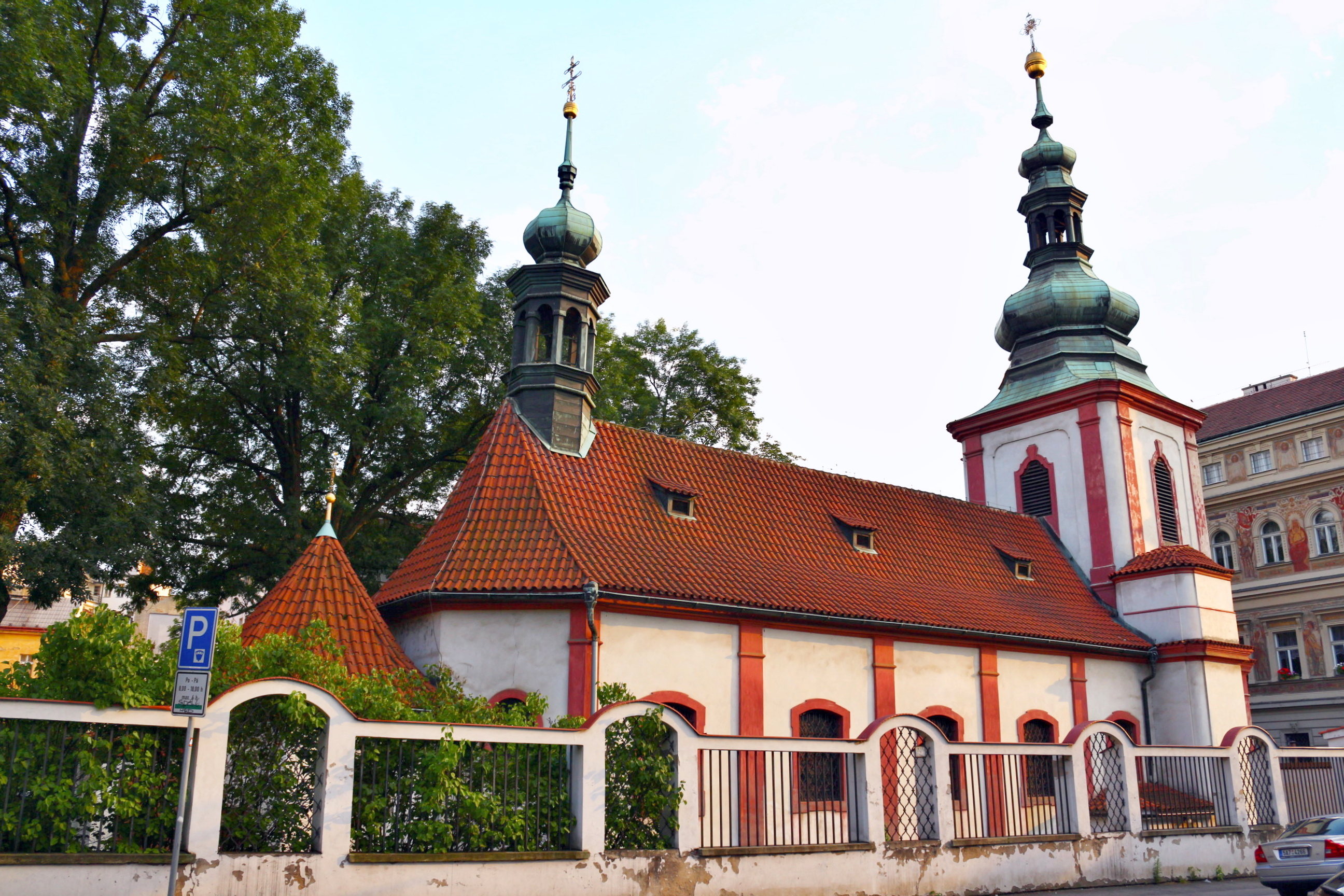
Église de la Sainte Trinité.